# بازار سبز

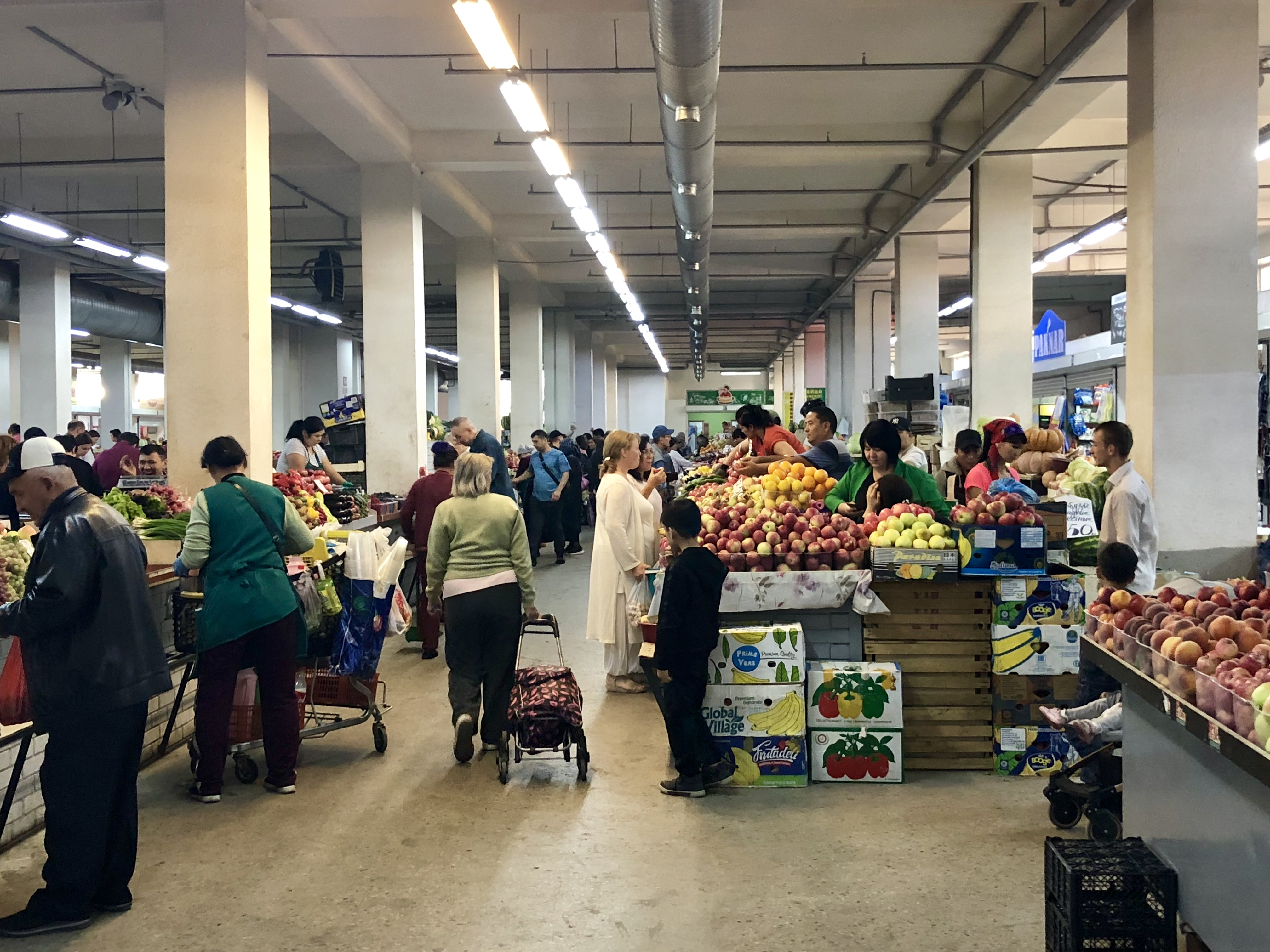
محصولات بازار سبز

محصولات بازار سبز قبلاً متعلق به محصولاتی بوده‌اند که قبلاً استفاده شده‌اند و دوباره به استفاده مولد تبدیل شده‌اند.این محصولات اغلب تعمیرات، مرمت و بازیافت شده توسط کارگزاران، نمایندگان فروش یا تولیدکننده اصلی هستند. آن‌ها مناسب فروش مجدد به مشتریان به عنوان جایگزین هزینه پایین تر برای خرید کالاهای جدید از کانال‌های توزیع استاندارد هستند. 